# München Sessions
München Sessions es un álbum de la banda argentina de stoner rock Los Natas, editado por el sello  	Elektrohasch en 2005.
El álbum fue grabado en los Araton Studios de Múnich, Alemania, durante un descanso de la primera gira europea de la banda.
Fue lanzado en Europa como CD/LP doble por Elektrohasch, y en Argentina como CD sencillo por el sello Oui Oui.

## Temas
CD 1
1. Humo de marihuana
2. Tormenta mental
3. Polvaredo
4. Soma

CD 2
1. 13
2. El Negro
3. Tomatiten (Jamm Alemán)